# Odalätsi
Koordinaten: 58° 24′ N, 22° 8′ O

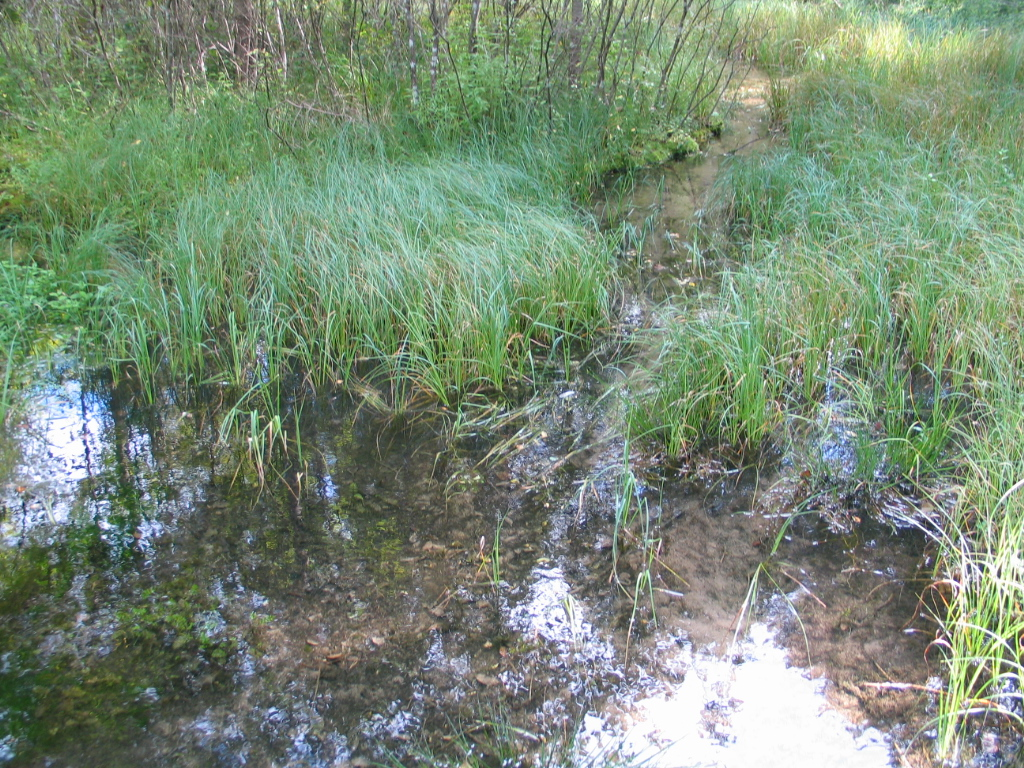
Quellen von Odalätsi

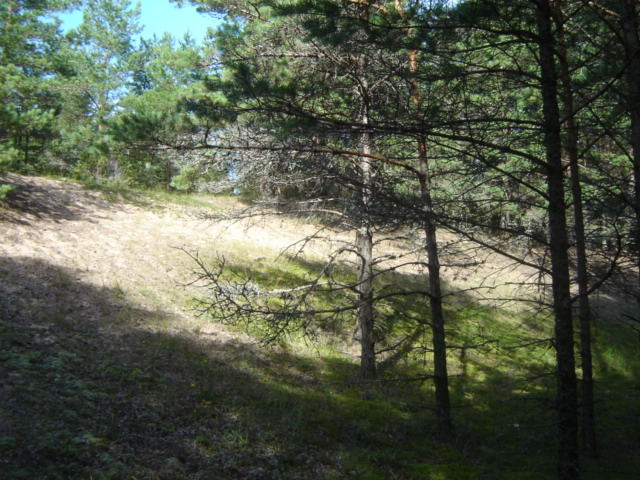
Prähistorischer Burgberg

Odalätsi (deutsch Oddolats) ist ein Dorf (estnisch küla) auf der größten estnischen Insel Saaremaa. Es gehört zur Landgemeinde Saaremaa (bis 2017: Landgemeinde Kihelkonna) im Kreis Saare.

## Beschreibung
Das Dorf hat drei Einwohner (Stand 31. Dezember 2011). Es liegt 26 Kilometer nordwestlich der Inselhauptstadt Kuressaare.
Der Ort wurde erstmals 1592 urkundlich erwähnt.
Bekannt ist Odalätsi vor allem für seine Quellen. Das Wasser in diesem Karstgebiet kommt aus den Mooren der Umgebung sowie dem nahegelegenen See Karujärv. 1973 wurde das sieben Hektar große Quellengebiet, das in einem Kiefernwald liegt, unter Naturschutz gestellt. Um die Quellen ranken sich einige Volkslegenden mit dem Riesen Suur Tõll und seinem Gegenspieler, dem Vanapagan.
Südwestlich des Dorfkerns liegt das 92 Hektar große Dünengebiet von Odalätsi (Odalätsi luitestik). Die in Estland seltenen Parabeldünen sind bis zu 27 Meter hoch.
Östlich des Ortes haben Archäologen einen prähistorischen Burgberg (Kihelkonna maalinn) aus dem 10. und 11. Jahrhundert nach Christus nachgewiesen.